# Ana Cata-Chitiga
Ana Filip, cunoscută la începutul carierei sub numele de Ana Maria Căta-Chițiga (n. 20 iunie 1989, București, România) este o jucătoare de baschet franceză, evoluând pe postul de pivot.

## Biografie
Fiică a unei internaționale de baschet, Camelia Filip, și a unui internațional de volei, Marius Căta-Chițiga, Ana-Maria, deși a început cu gimnastica, nu a continuat cu acest sport:
„ Mama mea măsoară 1,85 m, tatăl meu 2 metri: știam de foarte mică că voi fi și eu înaltă. Din cauza înălțimii am renunțat la gimnastică, primul meu sport. Toată lumea și-a dat repede seama că nu voi fi noua Nadia Comăneci... ”
S-a mutat în Franța la vârsta de șase ani, unde mama sa găsise un club la Lyon. La 9 ani, având deja 1,70 m înălțime, a început să joace baschet.
„ La 14 ani, mi s-a spus că trebuie să obțin cetățenia franceză pentru a putea participa la Campionatul European cadete din Italia. ”
A fost naturalizată franceză (alegere sportivă făcută încă din 2005 pentru a putea participa la Campionatul European) și s-a alăturat clubului Bourges, unde a câștigat două titluri și a participat la Final Four-ul Euroligii în 2008. Totuși, a părăsit echipa pentru a beneficia de mai mult timp de joc.
Deține o diplomă BTS în comerț internațional și un Bachelor în marketing. Vorbește fluent româna, franceza, engleza, spaniola și italiana.
A petrecut un sezon la Villeneuve-d'Ascq, apoi două la Tarbes, iar în vara anului 2012 a semnat cu Montpellier. Cu un timp de joc relativ redus în Roussillon (4,8 puncte și 2,8 recuperări), s-a alăturat echipei Flammes Carolo în august 2013.
La finalul primului sezon în Ardennes, a contribuit la calificarea echipei în Challenge Round, având medii de 6,8 puncte și 4,7 recuperări în Ligue Féminine. La Charleville, s-a aflat în concurență în primul an cu Jacinta Monroe, iar în al doilea sezon cu Olayinka Sanni.
Ea își descrie astfel stilul de joc:
„ Sunt o jucătoare de poziția 4/5. Nu am un post bine definit. Nu sunt cea mai bună 4, nu sunt cea mai bună 5, dar știu să fac puțin din ambele! Îmi dezvolt aruncarea aproape de coș, din fața inelului, și încerc să nu renunț niciodată pe teren! ”
A fost recrutată de campioana Franței, Bourges, pentru sezonul LFB 2015-2016, revenind astfel la clubul unde își începuse cariera profesională:
„ Sunt la mijlocul carierei mele. Am parcurs un drum lung de la primul meu pasaj la Bourges. Oportunități ca aceasta nu voi avea 50.000! Când cel mai bun club din Franța te sună, nu stai prea mult pe gânduri. ”
A câștigat Cupa Franței în 2017, învingând Charleville, meci în care a marcat 9 puncte.
La finalul sezonului 2016-2017, nu primește nicio propunere de prelungire din partea clubului Bourges. După două sezoane în Ardeni, dintre care unul în Euroligă, se alătură campioanei Poloniei, CCC Polkowice. Deoarece clubul său nu este de acord cu decizia ei de a participa la turneul de calificare olimpică la baschet 3x3 în luna martie, părăsește Polonia pentru a reveni la fostul său club, Bourges, care trebuia să compenseze plecarea în WNBA a jucătoarei sale temporare, Natalie Achonwa. Pentru sezonul 2020-2021, semnează cu Lattes-Montpellier. Rămâne la club și în sezonul următor, dar își încheie sezonul la sfârșitul lunii februarie din cauza unei accidentări la genunchi.
După o pauză dedicată maternității, revine în competiție pentru sezonul 2023-2024 alături de echipa Bourges.

## Echipa națională
A câștigat medalia de aur la Campionatul European sub 20 de ani din 2009, desfășurat în Polonia, alături de jucătoare precum Isis Arrondo, Amel Bouderra și Marielle Amant.
Autoare a 12 puncte și 7 recuperări în 18 minute împotriva Italiei, în mai 2013, antrenorul său, Pierre Vincent, a declarat despre ea: „Sunt bucuros pentru Ana. De mult timp luptă pentru asta. Este foarte dificil pentru o tânără jucătoare franceză de poziție interioară să-și găsească locul (...) Are o aruncare foarte bună, capacitatea de a înscrie din diverse poziții, de la distanță, și este o luptătoare. Problema este că există o concurență mare pe pozițiile interioare, iar locurile sunt foarte greu de obținut, dar îi va veni și ei rândul.” În cele din urmă, ea a fost ultima jucătoare exclusă din lotul pentru Euro 2013, staff-ul tehnic preferând-o pe Marielle Amant.
Are ocazia să-și ia revanșa în anul următor, participând la Campionatul Mondial din 2014, unde echipa Franței obține locul al șaptelea: 
„ A fost pur și simplu incredibil, am fost extrem de fericită să fiu acolo. Este o recompensă pentru toată munca depusă, iar să îmbraci tricoul echipei Franței este întotdeauna un sentiment special! (...) Faptul că am fost selecționată mi-a deschis cu adevărat apetitul și sper să continui să progresez, în primul rând pentru a fi convocată din nou anul viitor și, de ce nu, să fac din nou parte din grup, pentru că cel mai greu abia începe. ”
În 2015, a făcut parte din echipa care ajuns în finala Euro 2015 împotriva Serbiei.
În iunie 2019, a fost selecționată în echipa Franței de baschet 3x3, care a terminat pe locul al treilea la Campionatul Mondial, apoi a devenit campioană europeană. Ana Filip a fost desemnată cea mai bună jucătoare a competiției.

## Cluburi
| Sezon     | Club                             | Țară    |
| --------- | -------------------------------- | ------- |
| 1999-2002 | Roanne                           | Franța  |
| 2002-2003 | Le Coteau                        | Franța  |
| 2003-2004 | Centre fédéral de Toulouse (NF2) | Franța  |
| 2004-2007 | Centre fédéral (NF1)             | Franța  |
| 2007-2009 | CJM Bourges Basket               | Franța  |
| 2009-2010 | ESB Villeneuve-d’Ascq            | Franța  |
| 2010-2012 | Tarbes GB                        | Franța  |
| 2012-2013 | Montpellier                      | Franța  |
| 2013-2015 | Flammes Carolo                   | Franța  |
| 2015-2017 | Bourges                          | Franța  |
| 2017-2019 | Flammes Carolo basket            | Franța  |
| 2019-2020 | CCC Polkowice                    | Polonia |
| 2019-2020 | Bourges                          | Franța  |
| 2020-2022 | Lattes-Montpellier               | Franța  |
| 2023-…    | Bourges                          | Franța  |

## Palmares

### Club
- Campioană a Franței: 2008, 2009
- Vicecampioană a Franței: 2012, 2016
- Câștigătoare a Cupei Franței: 2008, 2009, 2013[21], 2017[10], 2021[22]
- Finalistă a Cupei Franței: 2016, 2018, 2019
- Câștigătoare a Turneului Federației: 2008
- Meciul Campionilor: 2015[23]
- Câștigătoare a EuroCupei: 2016[24]
- Final Four al Euroligii: 2008

### Națională
Competiții de seniori:
- 🥇 Medalie de aur, Campionatul European de baschet 3x3[20]: 2018, 2019
- 🥇 Medalie de aur, World Women Series de baschet 3x3: 2019
- 🥈 Medalie de argint, Campionatul European: 2015[18]
- 🥉 Medalie de bronz, Campionatul Mondial de baschet 3x3: 2019[19]

Competiții de juniori:
- 🥇 Medalie de aur, Campionatul European U20: 2009 (Polonia)[25]
- 🥈 Medalie de argint, Vicecampioană a Europei U20: 2008
- 🥈 Medalie de argint, Vicecampioană a Europei U16: 2005
- 🥉 Medalie de bronz, Campionatul European U20: 2007 (Sofia)
- 🥇 Medalie de aur, Jocurile Francofoniei: 2005